# Lasioglossum amicum
Lasioglossum amicum là một loài Hymenoptera trong họ Halictidae. Loài này được Cockerell mô tả khoa học năm 1897.